# 石狩市立厚田学園
石狩市立厚田学園（いしかりしりつ あつたがくえん）は、北海道石狩市厚田区にある公立の義務教育学校。
厚田小学校・聚富（しっぷ）小学校の2小学校と聚富中学校を統合し、小中一貫校として開校した。

## 沿革
- 2018年（平成30年）
  - 3月23日 - 石狩市議会が、「学校設置条例」を改正し、開校を決議。
  - 9月21日 - 石狩市議会において、校名を「石狩市立厚田学園」と議決。
- 2019年（平成31年）2月21日 - 校章制定。
- 2020年（令和2年）
  - 1月29日 - 校歌制定。
  - 2月1日 - 校舎工事落成。
  - 4月1日 - 開校。
  - 4月6日 - 開校・着任・始業の各式典と第1回入学式挙行。教職員19名、7学級、児童生徒数37名で、スタートを切った。
  - 9月5日 - 第1回運動会開催予定だったが、新型コロナウイルス感染拡大の影響で中止となり、その代替で、「陸上記録会」として開催された。
- 2021年（令和3年）
  - 3月13日 - 第1回卒業証書授与式挙行。
  - 3月24日 - 最初の修了式と、第6学年の前期課程修了証書授与式（小学校卒業式相当）挙行。

## 周辺
- 国道231号（通称:あいろーど）
- 厚田公園
- 道の駅石狩「あいろーど厚田」
- 厚田海浜プール
- 石狩市役所厚田支所
- 特別養護老人ホーム厚田みよし園

## 通学区域
- 石狩市厚田区（虹が原を除く）[2]